# Хенри Хавелок
Хенри Хавелок (на английски: Henry Marshman Havelock-Allan) е британски офицер, генерал-лейтенант. Участник в Руско-турската война (1877-1878).

## Биография
Хенри Хавелок е роден на 6 август 1830 г. в Каонпор, Индия, в семейството на генерал-майор сър Хенри Хавелок и Хана Маршман. Посвещава се на военното поприще и започва военната си служба с първо офицерско звание лейтенант в 10-и пехотен полк (1856). Участва в потушаването на Индийското въстание (1857) и е тежко ранен при обсадата на Лукнау на 25 септември 1857 г.
След кратък престой във Великобритания полкът е командирован и участва в Новозеландската война (1863-1864). Служи в Канада и Ирландия (1867-1870). Повишен е във военно звание полковник от 17 юни 1868 г. Избран е за депутат от Съндерланд в Камарата на общините през 1874 г.
Военен кореспондент и разузнавач във Френско-пруската война от 1870-1871 г. и Руско-турската война от 1877-1878 г.. Присъства при Обсада на Плевен и превземането на Ловеч на 22 август 1877 г. Симпатизира на турската кауза и се опитва се предоставя разузнавателна информация на Осман паша. В битката при Ловеч е поставен под конрола на офицери от свитата на генерал-майор Александър Имеретински.
Повишен е във военно звание генерал-майор на 18 март 1878 г. Поради влошено здравословно състояние се оттегля от армията с повишение във военно звание генерал-лейтенант от 9 декември 1881 г.
Военен кореспондент в Англо-египетската война (1882). Преизбран е за депутат от Съндерланд в Камарата на общините през 1895 г.
Връща се в армията като полковник в Кралския ирландски полк и служи в Индия (1895-1897). Загива по време на Кибърския проход в Афганистан на 30 декември 1897 г. Погребан е в Равалпинди, Пакистан.